# Матч за звання чемпіона світу із шахів 1984
Матч за звання чемпіона світу з шахів був проведений у Москві з 10 вересня 1984 року по 8 лютого 1985 року між чинним чемпіоном Анатолієм Карповим та претендентом Гаррі Каспаровим. Після 48 партії, за рахунку 25 — 23, президент ФІДЕ Флоренсіо Кампоманес зупинив матч і запропонував провести матч заново за старими правилами (24 партії).
Протистояння увійшло в історію як «Безлімітний матч». Саме так називалася книжка, яку написав Гаррі Каспаров за підсумками матчу.
|   | a | b | c | d | e | f | g | h |   |
| 8 | g7 біла тура · h7 чорний пішак · f6 чорний король · h6 білий пішак · f5 білий пішак · d4 чорна тура · g4 білий пішак · c3 білий король | g7 біла тура · h7 чорний пішак · f6 чорний король · h6 білий пішак · f5 білий пішак · d4 чорна тура · g4 білий пішак · c3 білий король | g7 біла тура · h7 чорний пішак · f6 чорний король · h6 білий пішак · f5 білий пішак · d4 чорна тура · g4 білий пішак · c3 білий король | g7 біла тура · h7 чорний пішак · f6 чорний король · h6 білий пішак · f5 білий пішак · d4 чорна тура · g4 білий пішак · c3 білий король | g7 біла тура · h7 чорний пішак · f6 чорний король · h6 білий пішак · f5 білий пішак · d4 чорна тура · g4 білий пішак · c3 білий король | g7 біла тура · h7 чорний пішак · f6 чорний король · h6 білий пішак · f5 білий пішак · d4 чорна тура · g4 білий пішак · c3 білий король | g7 біла тура · h7 чорний пішак · f6 чорний король · h6 білий пішак · f5 білий пішак · d4 чорна тура · g4 білий пішак · c3 білий король | g7 біла тура · h7 чорний пішак · f6 чорний король · h6 білий пішак · f5 білий пішак · d4 чорна тура · g4 білий пішак · c3 білий король | 8 |
| 7 | g7 біла тура · h7 чорний пішак · f6 чорний король · h6 білий пішак · f5 білий пішак · d4 чорна тура · g4 білий пішак · c3 білий король | g7 біла тура · h7 чорний пішак · f6 чорний король · h6 білий пішак · f5 білий пішак · d4 чорна тура · g4 білий пішак · c3 білий король | g7 біла тура · h7 чорний пішак · f6 чорний король · h6 білий пішак · f5 білий пішак · d4 чорна тура · g4 білий пішак · c3 білий король | g7 біла тура · h7 чорний пішак · f6 чорний король · h6 білий пішак · f5 білий пішак · d4 чорна тура · g4 білий пішак · c3 білий король | g7 біла тура · h7 чорний пішак · f6 чорний король · h6 білий пішак · f5 білий пішак · d4 чорна тура · g4 білий пішак · c3 білий король | g7 біла тура · h7 чорний пішак · f6 чорний король · h6 білий пішак · f5 білий пішак · d4 чорна тура · g4 білий пішак · c3 білий король | g7 біла тура · h7 чорний пішак · f6 чорний король · h6 білий пішак · f5 білий пішак · d4 чорна тура · g4 білий пішак · c3 білий король | g7 біла тура · h7 чорний пішак · f6 чорний король · h6 білий пішак · f5 білий пішак · d4 чорна тура · g4 білий пішак · c3 білий король | 7 |
| 6 | g7 біла тура · h7 чорний пішак · f6 чорний король · h6 білий пішак · f5 білий пішак · d4 чорна тура · g4 білий пішак · c3 білий король | g7 біла тура · h7 чорний пішак · f6 чорний король · h6 білий пішак · f5 білий пішак · d4 чорна тура · g4 білий пішак · c3 білий король | g7 біла тура · h7 чорний пішак · f6 чорний король · h6 білий пішак · f5 білий пішак · d4 чорна тура · g4 білий пішак · c3 білий король | g7 біла тура · h7 чорний пішак · f6 чорний король · h6 білий пішак · f5 білий пішак · d4 чорна тура · g4 білий пішак · c3 білий король | g7 біла тура · h7 чорний пішак · f6 чорний король · h6 білий пішак · f5 білий пішак · d4 чорна тура · g4 білий пішак · c3 білий король | g7 біла тура · h7 чорний пішак · f6 чорний король · h6 білий пішак · f5 білий пішак · d4 чорна тура · g4 білий пішак · c3 білий король | g7 біла тура · h7 чорний пішак · f6 чорний король · h6 білий пішак · f5 білий пішак · d4 чорна тура · g4 білий пішак · c3 білий король | g7 біла тура · h7 чорний пішак · f6 чорний король · h6 білий пішак · f5 білий пішак · d4 чорна тура · g4 білий пішак · c3 білий король | 6 |
| 5 | g7 біла тура · h7 чорний пішак · f6 чорний король · h6 білий пішак · f5 білий пішак · d4 чорна тура · g4 білий пішак · c3 білий король | g7 біла тура · h7 чорний пішак · f6 чорний король · h6 білий пішак · f5 білий пішак · d4 чорна тура · g4 білий пішак · c3 білий король | g7 біла тура · h7 чорний пішак · f6 чорний король · h6 білий пішак · f5 білий пішак · d4 чорна тура · g4 білий пішак · c3 білий король | g7 біла тура · h7 чорний пішак · f6 чорний король · h6 білий пішак · f5 білий пішак · d4 чорна тура · g4 білий пішак · c3 білий король | g7 біла тура · h7 чорний пішак · f6 чорний король · h6 білий пішак · f5 білий пішак · d4 чорна тура · g4 білий пішак · c3 білий король | g7 біла тура · h7 чорний пішак · f6 чорний король · h6 білий пішак · f5 білий пішак · d4 чорна тура · g4 білий пішак · c3 білий король | g7 біла тура · h7 чорний пішак · f6 чорний король · h6 білий пішак · f5 білий пішак · d4 чорна тура · g4 білий пішак · c3 білий король | g7 біла тура · h7 чорний пішак · f6 чорний король · h6 білий пішак · f5 білий пішак · d4 чорна тура · g4 білий пішак · c3 білий король | 5 |
| 4 | g7 біла тура · h7 чорний пішак · f6 чорний король · h6 білий пішак · f5 білий пішак · d4 чорна тура · g4 білий пішак · c3 білий король | g7 біла тура · h7 чорний пішак · f6 чорний король · h6 білий пішак · f5 білий пішак · d4 чорна тура · g4 білий пішак · c3 білий король | g7 біла тура · h7 чорний пішак · f6 чорний король · h6 білий пішак · f5 білий пішак · d4 чорна тура · g4 білий пішак · c3 білий король | g7 біла тура · h7 чорний пішак · f6 чорний король · h6 білий пішак · f5 білий пішак · d4 чорна тура · g4 білий пішак · c3 білий король | g7 біла тура · h7 чорний пішак · f6 чорний король · h6 білий пішак · f5 білий пішак · d4 чорна тура · g4 білий пішак · c3 білий король | g7 біла тура · h7 чорний пішак · f6 чорний король · h6 білий пішак · f5 білий пішак · d4 чорна тура · g4 білий пішак · c3 білий король | g7 біла тура · h7 чорний пішак · f6 чорний король · h6 білий пішак · f5 білий пішак · d4 чорна тура · g4 білий пішак · c3 білий король | g7 біла тура · h7 чорний пішак · f6 чорний король · h6 білий пішак · f5 білий пішак · d4 чорна тура · g4 білий пішак · c3 білий король | 4 |
| 3 | g7 біла тура · h7 чорний пішак · f6 чорний король · h6 білий пішак · f5 білий пішак · d4 чорна тура · g4 білий пішак · c3 білий король | g7 біла тура · h7 чорний пішак · f6 чорний король · h6 білий пішак · f5 білий пішак · d4 чорна тура · g4 білий пішак · c3 білий король | g7 біла тура · h7 чорний пішак · f6 чорний король · h6 білий пішак · f5 білий пішак · d4 чорна тура · g4 білий пішак · c3 білий король | g7 біла тура · h7 чорний пішак · f6 чорний король · h6 білий пішак · f5 білий пішак · d4 чорна тура · g4 білий пішак · c3 білий король | g7 біла тура · h7 чорний пішак · f6 чорний король · h6 білий пішак · f5 білий пішак · d4 чорна тура · g4 білий пішак · c3 білий король | g7 біла тура · h7 чорний пішак · f6 чорний король · h6 білий пішак · f5 білий пішак · d4 чорна тура · g4 білий пішак · c3 білий король | g7 біла тура · h7 чорний пішак · f6 чорний король · h6 білий пішак · f5 білий пішак · d4 чорна тура · g4 білий пішак · c3 білий король | g7 біла тура · h7 чорний пішак · f6 чорний король · h6 білий пішак · f5 білий пішак · d4 чорна тура · g4 білий пішак · c3 білий король | 3 |
| 2 | g7 біла тура · h7 чорний пішак · f6 чорний король · h6 білий пішак · f5 білий пішак · d4 чорна тура · g4 білий пішак · c3 білий король | g7 біла тура · h7 чорний пішак · f6 чорний король · h6 білий пішак · f5 білий пішак · d4 чорна тура · g4 білий пішак · c3 білий король | g7 біла тура · h7 чорний пішак · f6 чорний король · h6 білий пішак · f5 білий пішак · d4 чорна тура · g4 білий пішак · c3 білий король | g7 біла тура · h7 чорний пішак · f6 чорний король · h6 білий пішак · f5 білий пішак · d4 чорна тура · g4 білий пішак · c3 білий король | g7 біла тура · h7 чорний пішак · f6 чорний король · h6 білий пішак · f5 білий пішак · d4 чорна тура · g4 білий пішак · c3 білий король | g7 біла тура · h7 чорний пішак · f6 чорний король · h6 білий пішак · f5 білий пішак · d4 чорна тура · g4 білий пішак · c3 білий король | g7 біла тура · h7 чорний пішак · f6 чорний король · h6 білий пішак · f5 білий пішак · d4 чорна тура · g4 білий пішак · c3 білий король | g7 біла тура · h7 чорний пішак · f6 чорний король · h6 білий пішак · f5 білий пішак · d4 чорна тура · g4 білий пішак · c3 білий король | 2 |
| 1 | g7 біла тура · h7 чорний пішак · f6 чорний король · h6 білий пішак · f5 білий пішак · d4 чорна тура · g4 білий пішак · c3 білий король | g7 біла тура · h7 чорний пішак · f6 чорний король · h6 білий пішак · f5 білий пішак · d4 чорна тура · g4 білий пішак · c3 білий король | g7 біла тура · h7 чорний пішак · f6 чорний король · h6 білий пішак · f5 білий пішак · d4 чорна тура · g4 білий пішак · c3 білий король | g7 біла тура · h7 чорний пішак · f6 чорний король · h6 білий пішак · f5 білий пішак · d4 чорна тура · g4 білий пішак · c3 білий король | g7 біла тура · h7 чорний пішак · f6 чорний король · h6 білий пішак · f5 білий пішак · d4 чорна тура · g4 білий пішак · c3 білий король | g7 біла тура · h7 чорний пішак · f6 чорний король · h6 білий пішак · f5 білий пішак · d4 чорна тура · g4 білий пішак · c3 білий король | g7 біла тура · h7 чорний пішак · f6 чорний король · h6 білий пішак · f5 білий пішак · d4 чорна тура · g4 білий пішак · c3 білий король | g7 біла тура · h7 чорний пішак · f6 чорний король · h6 білий пішак · f5 білий пішак · d4 чорна тура · g4 білий пішак · c3 білий король | 1 |
|   | a | b | c | d | e | f | g | h |   |

## Результати
| Анатолій Карпов (СРСР) | ½  | ½  | 1  | ½  | ½  | 1  | 1  | ½  | 1  | ½  | ½  | ½  | ½  | ½  | ½  | ½  | ½  | ½  | ½  | ½  | ½  | ½  | ½  | ½  |          |      |
| Гаррі Каспаров (СРСР)  | ½  | ½  | 0  | ½  | ½  | 0  | 0  | ½  | 0  | ½  | ½  | ½  | ½  | ½  | ½  | ½  | ½  | ½  | ½  | ½  | ½  | ½  | ½  | ½  |          |      |
|                        | 25 | 26 | 27 | 28 | 29 | 30 | 31 | 32 | 33 | 34 | 35 | 36 | 37 | 38 | 39 | 40 | 41 | 42 | 43 | 44 | 45 | 46 | 47 | 48 | Перемоги | Очки |
| Анатолій Карпов        | ½  | ½  | 1  | ½  | ½  | ½  | ½  | 0  | ½  | ½  | ½  | ½  | ½  | ½  | ½  | ½  | ½  | ½  | ½  | ½  | ½  | ½  | 0  | 0  | 5        | 25   |
| Гаррі Каспаров         | ½  | ½  | 0  | ½  | ½  | ½  | ½  | 1  | ½  | ½  | ½  | ½  | ½  | ½  | ½  | ½  | ½  | ½  | ½  | ½  | ½  | ½  | 1  | 1  | 3        | 23   |